# Joso Škara
Joso Škara (Škabrnja, 7. svibnja 1958. – Zagreb, 19. lipnja 2014.) hrvatski političar i poduzetnik.

## Politička karijera
Početkom 1990. postaje članom Hrvatske demokratske zajednice te izabran za predsjednika HDZ-a Zadra. Na izborima održanim 2. kolovoza 1992. izravno je u 38. izbornoj jedinici Zadar izabran za zastupnika u drugom sazivu Hrvatskog sabora, osvojivši između deset kandidata 47,65% glasova. Na parlamentarnim izborima 1995. ponovno izabran na listi HDZ-a. 
Za vrijeme mandata pete Hrvatske vlade premijera Nikice Valentića imenovan je za zamjenika ministra rada i socijalne skrbi 1. veljače 1994., a godinu dana poslije, 27. siječnja 1995. postaje članom Vlade te preuzima dužnost ministra rada i socijalne skrbi. Tu dužnost obnaša za vrijeme cijelog mandata šeste hrvatske vlade pod premijerom Zlatkom Matešom. Za vrijeme njegovog mandata zaslužan je za obnovu i reintegraciju sustava socijalne skrbi na oslobođenim područjima. 
Od 1995. izabran je za člana Središnjeg odbora HDZ-a, a od travnja 2000. do 15. lipnja 2002. obnaša dužnost glavnog tajnika. Otvoreno se suprotstavio obračunu predsjednika HDZ-a Ive Sanadera s neistomišljenicima unutar stranke prije i nakon nakon Sedmog općeg sabora HDZ-a koji je održan u travnju 2002.
 
Kasnije radio u poduzetništvu. Od lipnja 2007. do studenoga 2013. obnašao dužnost ravnatelja Doma zdravlja Zagreb-Istok. Oženjen je i ima troje djece.

## Odlikovanja
Predsjednik Republike Hrvatske dr. Franjo Tuđman odlikovao ga je 1995. Redom Danice Hrvatske s Likom Katarine Zrinske za osobite zasluge u zdravstvu, socijalnoj skrbi i promicanju moralnih društvenih vrednota.